# Dekanat Günzburg

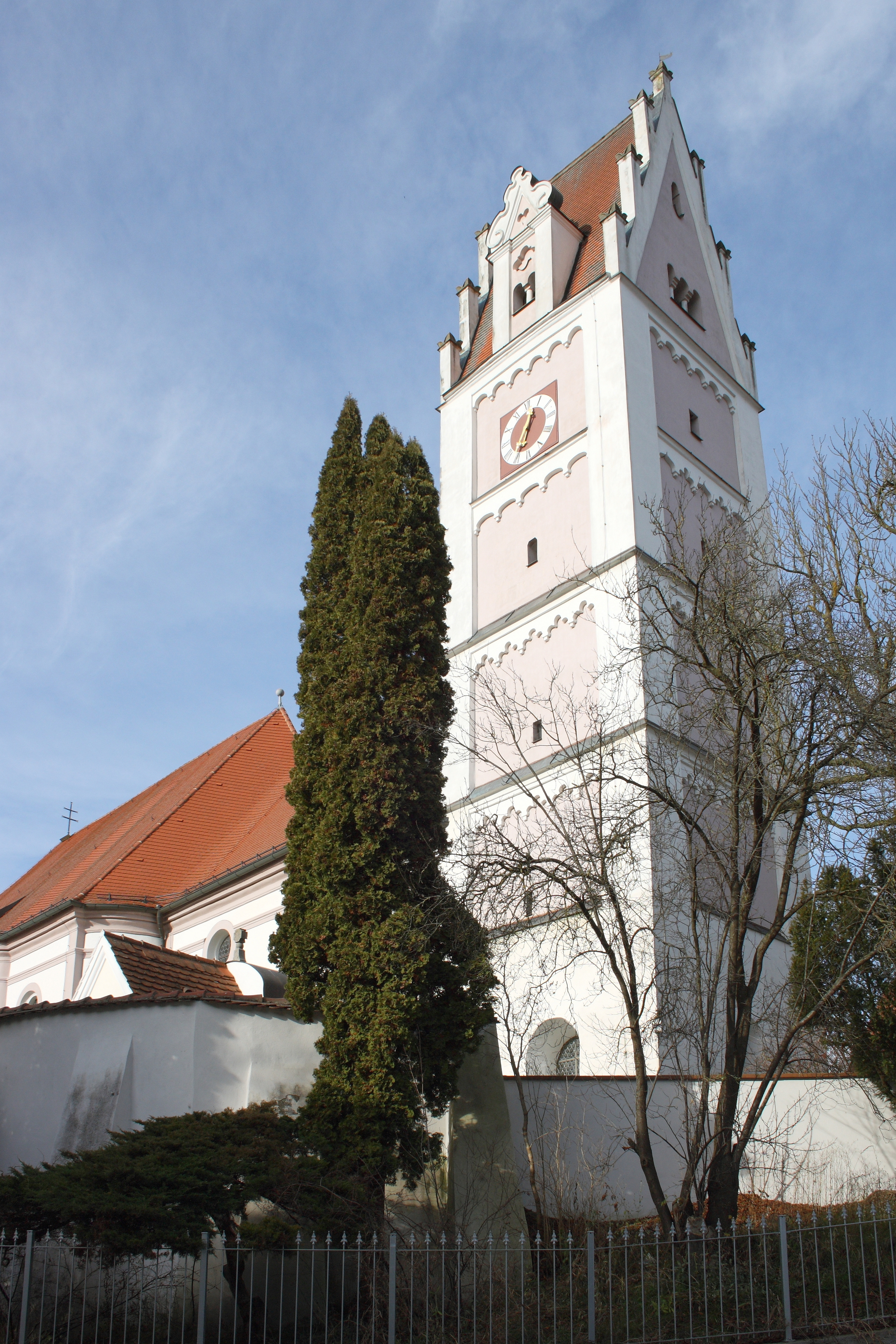
Pfarrkirche Mariä Himmelfahrt Scheppach

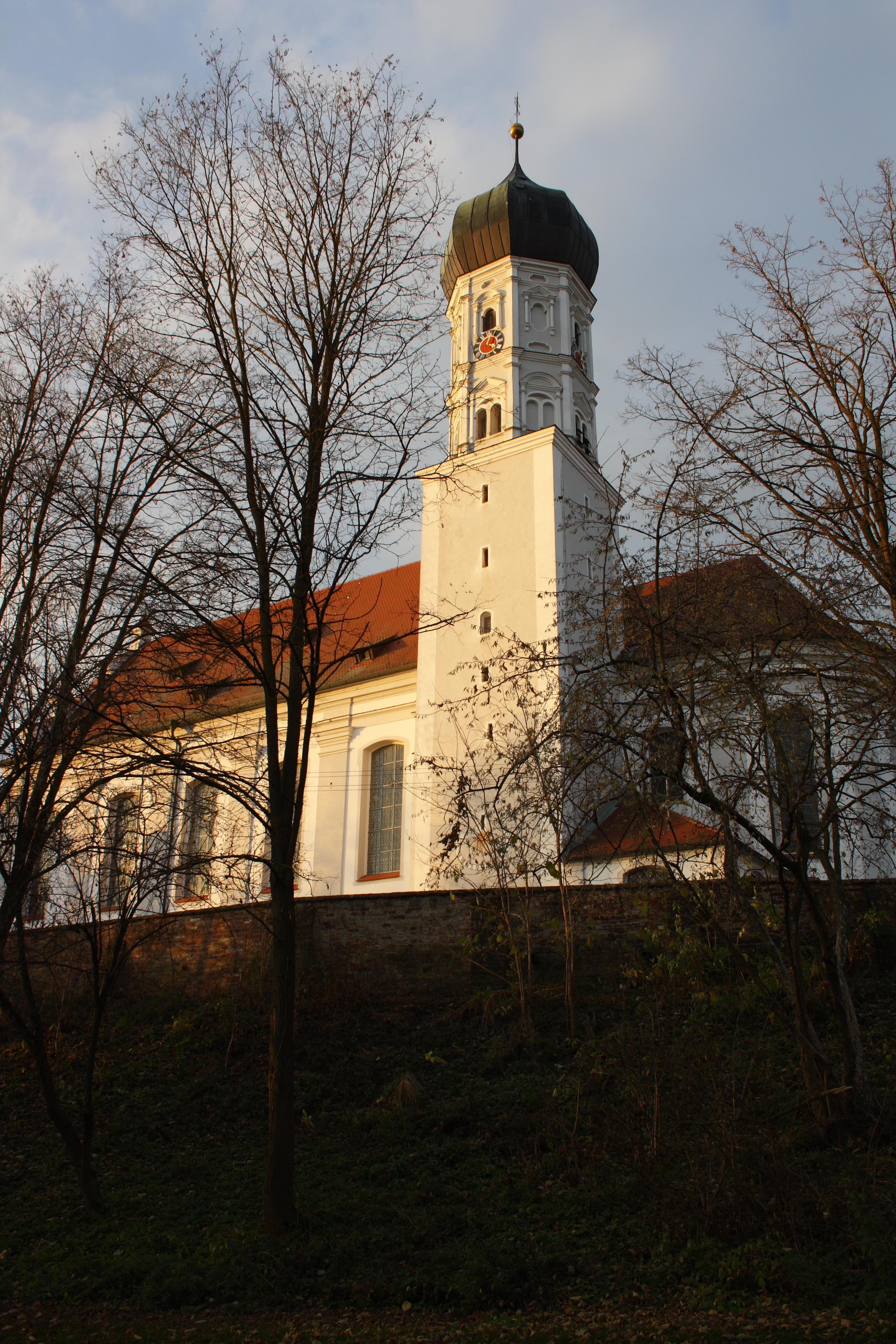
Pfarrkirche St Johannes Baptist und Johannes Evangelist Edelstetten

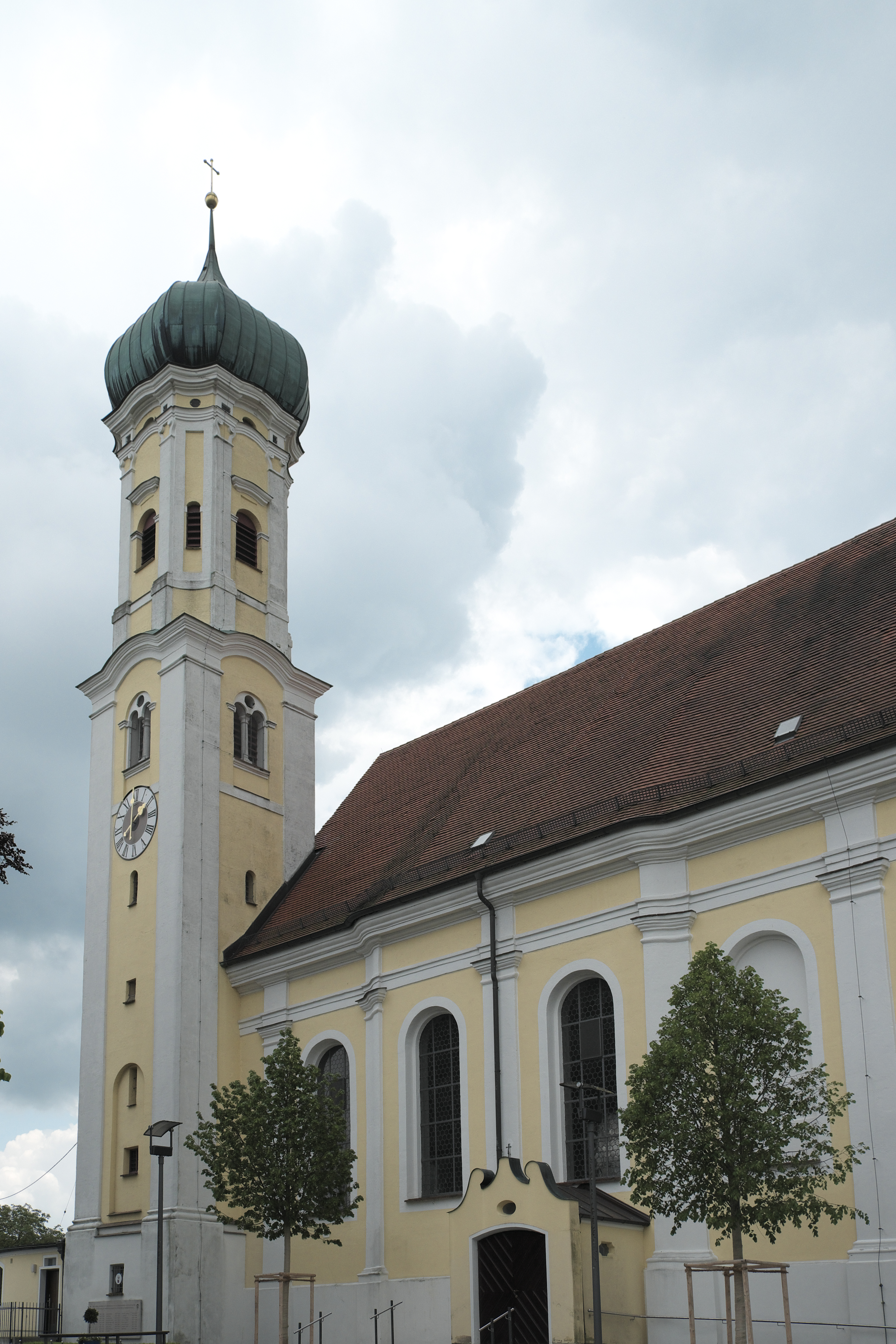
Mittelschwäbischer Wallfahrtsort Maria Vesperbild Ziemetshausen

Das Dekanat Günzburg ist eines von 23 Dekanaten des römisch-katholischen Bistums Augsburg. Derzeitiger Sitz ist Breitenthal.
Das Dekanat entstand im Zuge der Bistumsreform vom 1. Dezember 2012 durch die Zusammenlegung der früheren Dekanate Günzburg und Krumbach.

## Gliederung
- Ichenhausen

Autenried „St. Stephan“,
Behlingen „St. Stephan“,
Deubach „St. Martin“,
Ebersbach „St. Johannes Baptist“,
Ellzee „St. Katharina“,
Ettenbeuren „Mariä Himmelfahrt“,
Hausen „St. Leonhard“,
Hochwang „Heilig Kreuz“,
Ichenhausen „St. Johannes Baptist“,
Oxenbronn „St. Blasius“,
Rieden a. d. Kötz „St. Mauritius und Gefährten“,
Stoffenried „St. Ägidius“,
Waldstetten „St. Martin“,
Wettenhausen „Mariä Himmelfahrt“,
Hammerstetten „St. Nikolaus“;
- Burgau

Burgau „Mariä Himmelfahrt“,
Limbach „St. Stephan“,
Großanhausen „Mariä Opferung“,
Unterknöringen „St. Martin“;
- Röfingen/Dürrlauingen

Dürrlauingen „St. Nikolaus“,
Hafenhofen „St. Peter und Paul“,
Eichenhofen „St. Maria Magdalena“,
Haldenwang „Maria Immaculata“,
Konzenberg „Mariä Reinigung“,
Landensberg „Heilig Kreuz“,
Glöttweng „St. Oswald“,
Mindelaltheim „St. Mauritius“,
Rechbergreuthen „St. Nikolaus“,
Röfingen „St. Margareta“,
Roßhaupten „St. Leonhard“,
Waldkirch „Mariä Schmerzen“,
Mönstetten „St. Johannes Baptist“,
Winterbach „St. Gordian und Epimach“;
- Günzburg

Deffingen „St. Ulrich“,
Günzburg  „Heilig Geist“,
Günzburg „St. Martin“,
Wasserburg „St. Josef“,
Leinheim „St. Blasius“,
Reisensburg „St. Sixtus“,
Riedhausen „St. Vitus“;
- Jettingen-Scheppach/Freihalden

Freihalden „Mariä Verkündung“,
Jettingen „St. Martin“,
Oberwaldbach „Maria Immaculata“,
Ried „St. Peter u. Paul“,
Scheppach „Mariä Himmelfahrt“,
Allerheiligen „St. Johannes Baptist“,
Schönenberg „St. Leonhard“,
- Leipheim/Bibertal/Großkötz

Bühl „St. Margareta“,
Echlishausen „St. Leonhard“,
Kissendorf „St. Mauritius“,
Silheim „St. Urban“,
Schneckenhofen „St. Georg“,
Anhofen „Maria Immaculata“,
Ettlishofen „St. Leonhard“,
Bubesheim „Mariä Geburt“,
Großkötz „St. Peter u. Paul“,
Kleinkötz „St. Nikolaus“,
Leipheim „St. Paulus“;
- Offingen/Gundremmingen

Gundremmingen „St. Martin“,
Schnuttenbach „St. Ursula“,
Offingen „St. Georg“,
Remshart „St. Leonhard“,
Rettenbach „St. Ulrich“;
- Krumbach

Attenhausen „St. Otmar“,
Edenhausen „St. Thomas v. Canterbury“,
Krumbach „Maria, Hilfe der Christen“,
Krumbach „St. Michael“,
Aletshausen „Hl. Kreuz“,
Haupeltshofen „Mariä Heimsuchung“,
Ebershausen „St. Martin“,
Seifertshofen „St. Ulrich und Vitus“,
Niederraunau „Hlgst. Dreifaltigkeit“,
Waltenhausen „St. Georg“,
Winzer „St. Michael“;
- Neuburg a.d. Kammel

Billenhausen „St. Leonhard“,
Edelstetten „St. Johannes Baptist u. Johann Evangelist“,
Langenhaslach „St. Martin“,
Neuburg (Kammel) „Mariä Himmelfahrt“,
Wattenweiler „St. Peter u. Paul“;
- Breitenthal

Deisenhausen „St. Stephan“,
Oberwiesenbach „St. Blasius“,
Unterbleichen „Mariä Himmelfahrt“,
Breitenthal „Hl. Kreuz“,
Nattenhausen „St. Laurentius“;
- Thannhausen/Ursberg

Balzhausen „St. Vitus“,
Burg „Hl. Kreuz“,
Mindelzell „Hl. Kreuz“,
Thannhausen „Mariä Himmelfahrt“,
Ursberg „St. Johannes Evangelist“,
- Münsterhausen

Münsterhausen „St. Peter und Paul“,
- Burtenbach

Burtenbach „St. Franziskus“,
Kemnat „St. Georg“;
- Ziemetshausen

Aichen „St. Ulrich“,
Memmenhausen „St. Georg“,
Obergessertshausen „St. Peter u. Paul“,
Ziemetshausen „St. Peter u. Paul“,
Maria Vesperbild „Mariä Schmerzen“,
Schönebach „St. Leonhard“;